# ČSD-Baureihe 486.0
Die ČSD-Baureihe 486.0 war eine Schnellzuglokomotive für schwere Züge (bis 500 t) im Hügelland der einstigen Tschechoslowakischen Staatsbahn ČSD. Sie wurde aus der ČSD-Baureihe 387.0 entwickelt und war speziell für den Einsatz auf der einstigen Kaschau-Oderberger Bahn vorgesehen. Vom Betriebsdienst erhielten sie den Spitznamen Anton.
Die Achslast der Maschinen war wahlweise auf 16 oder 17,5 t feststellbar und auch der Dampfdruck konnte auf 14 oder 16 bar eingestellt werden. Sie hatte einen Barrenrahmen mit 90 mm starken Längsträgern. Die Baureihe 486.0 war eine gelungene Konstruktion, die beim Personal sehr beliebt und die Grundlage für weitere Konstruktionen bei den ČSD (498.0) war. Gleichzeitig mit ihr wurde bei ČKD Prag eine Vergleichstype mit der Achsfolge 1'D2' (ČSD-Baureihe 486.1) entwickelt. Während sich diese auch als Berkshire bezeichnete Achsfolge bei den Rumänischen Eisenbahnen CFR und in Österreich durchsetzte, wurden bei den Tschechoslowakischen Bahnen die Mountain-Loks bevorzugt.
Die Lokomotiven bestimmten über viele Jahre den Schnellzugdienst auf den ihr angestammten Strecken. Als die Kaschau-Oderberger Bahn ab Ende der 50er Jahre elektrifiziert wurde, stationierte man die Lokomotiven nach Bratislava um, wo sie den Personenverkehr im Waagtal besorgten. Während ihres Einsatzes erfuhren die Lokomotiven mehrere Verbesserungen, die ihre Leistungsfähigkeit nochmals erhöhte (Kylchap-Doppelblasrohr, Stoker-Feuerung). Die Ausmusterung erfolgte in den Jahren bis 1971.
Die Lokomotive 486.007 wurde in den Jahren 1996–1998 im Depot Vrútky wieder in den Originalzustand versetzt, mit dem grünen Anstrich versehen (was ihr den Spitznamen „Grüner Anton“ einbrachte) und betriebsfähig aufgearbeitet.